# Großwehrhagen
Großwehrhagen ist eine kleine Ortschaft der Gemeinde Selfkant im Kreis Heinsberg in Nordrhein-Westfalen ganz im Westen von Deutschland.

## Geographie

### Lage
Großwehrhagen liegt im östlichen Gebiet der Gemeinde Selfkant an der ehemaligen Transitstraße, der Landesstraße 410, die von Koningsbosch nach Brunssum führt.

### Gewässer
Bei Starkregen und bei Schneeschmelze fließt das Oberflächenwasser aus den Bereich Großwehrhagen über den Saeffeler Bach in den Rodebach (GEWKZ 281822) und dann weiter in die Maas. Der Rodebach hat eine Länge von 28,918 km bei einem Gesamteinzugsgebiet von 173,385 km².

### Nachbarorte
| Heilder | Saeffelen                                   | Broichhoven    |
| Höngen  | Kompassrose, die auf Nachbargemeinden zeigt | Schümm         |
| Tüddern | Süsterseel                                  | Kleinwehrhagen |

### Siedlungsform
Großwehrhagen ist ein locker bebauter Weiler.

## Geschichte

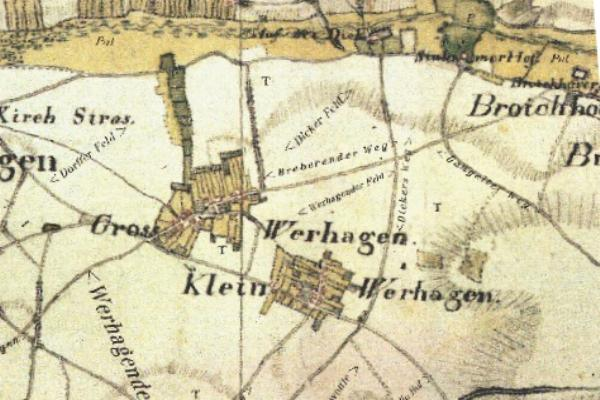
Großwehrhagen auf der Tranchotkarte 1803–1820

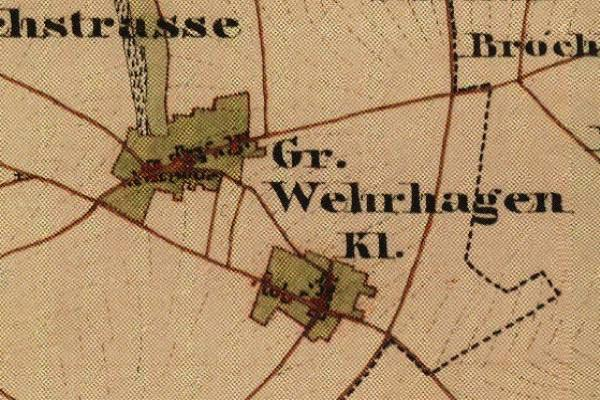
Großwehrhagen auf der Urkatasterkarte von 1846

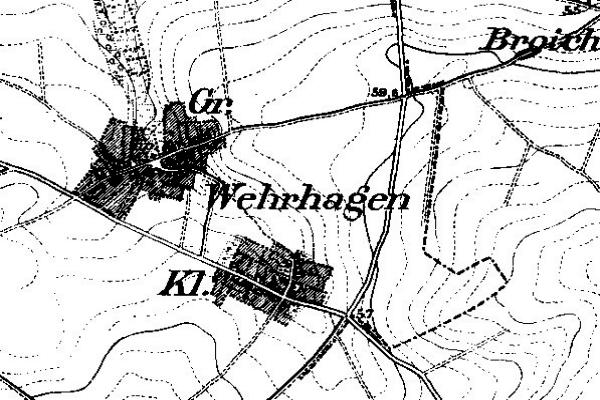
Großwehrhagen auf der Neuaufnahme von 1912

### Ortsname
- 1313 Dwerhagen
- 1476 Twerhagen
- 1522 Weirhagen
- 1570 Dwerhagen
- 1846 Großwehrhagen

### Ortsgeschichte
Großwehrhagen gehörte zum Jülicher Amt Millen. Eine sichere Unterscheidung von Kleinwehrhagen ist erst ab dem 16. Jh. möglich. Ein Hof zu Weirhagen erscheint seit 1476 als Lehen der Mannkammer Heinsberg, ein wahrscheinlich anderer wenig später als Lehen der Mannkammer Millen. Der Ort gehörte zum Kirchspiel Höngen.
Großwehrhagen hatte 1828 insgesamt 149 Einwohner und bildete mit Biesen, Dieck und Kleinwehrhagen die Gemeinde Höngen, die zum Amt Selfkant gehörte.
Vom 23. April 1949 bis zum 31. Juli 1963 stand der Selfkant und damit auch die Gemeinde Höngen mit Großwehrhagen unter niederländischer Auftragsverwaltung. Am 1. August 1963 erfolgte nach Zahlung von 280 Millionen D-Mark die Rückführung.
Mit dem Gesetz zur Neugliederung von Gemeinden des Selfkantkreises Geilenkirchen-Heinsberg vom 24. Juni 1969 trat am 1. Juli 1969 folgende Gebietsänderung in Kraft.
§ 1 (1) Die Gemeinden Havert, Hillensberg, Höngen, Millen, Süsterseel, Tüddern, Wehr (Amt Selfkant) und die Gemeinde Saeffelen (Amt Waldfeucht) werden zu einer neuen amtsfreien Gemeinde zusammengeschlossen. Die Gemeinde erhält den Namen Selfkant.
§ 1 (2) Das Amt Selfkant wird aufgelöst. Rechtsnachfolgerin ist die Gemeinde Selfkant.

### Kirchengeschichte
Die Pfarre St. Lambertus Höngen war mit Bruch, Groß- und Kleinwehrhagen, eine eigenständige Kirchengemeinde. Die Bevölkerung besteht zum größten Teil aus Katholiken. Bereit um die erste Jahrtausendwende stand in Höngen eine Kapelle, die der Pfarre Gangelt unterstand. Im Jahre 1227 erhielt Höngen das Recht einer Pfarrkirche. Nach der Zerstörung durch den Krieg wurde die jetzige Kirche 1952 geweiht.
Im Dorf steht eine kleine Kapelle. Sie ist der Jungfrau Maria geweiht. Die Kapelle stammt aus dem Jahr 1883. Innen befindet sich ein Rokokoaltar aus einer bereits abgerissenen Kirche. Die einzige Glocke dieser Kirche hängt in der Kapelle und wird noch heute geläutet, allerdings nur wenn jemand aus dem Ort gestorben ist. Wer die Kapelle von innen sehen möchte, muss sie am Sonntag aufsuchen, weil sie nur dann ganztägig geöffnet ist.
Im Zuge der Pfarrgemeindereformen im Bistum Aachen wurde die ehemals eigenständige katholische Pfarrgemeinde St. Lambertus Höngen in die Gemeinschaft der Gemeinden (GdG) St. Servatius Selfkant eingegliedert.

## Politik
Gemäß § 3 (1) der Hauptsatzung der Gemeinde Selfkant ist das Gemeindegebiet in Ortschaften eingeteilt. Großwehrhagen bildet mit Höngen eine Ortschaft und wird nach § 3 (2) von einem Ortsvorsteher in der Gemeindevertretung vertreten. Ortsvorsteherin der Ortschaft Höngen ist Ruth Deckers. (Stand 2013)

## Infrastruktur
- Im Juni 2013 lebten in Großwehrhagen 151 Personen.
- Es existieren mehrere landwirtschaftliche Betriebe mit Tierhaltung, ein Pferdehof, eine Autolackierung, ein Betrieb für Garten- und Landschaftsbau, ein Handel für Landmaschinen und Nutzfahrzeuge, ein Geräteverleih, ein Gebrauchtwagenhandel und ein Betrieb für Kleingewerbe.
- Der Ort hat Anschluss an das Radverkehrsnetz NRW.
- Ein gut ausgebauter Kinderspielplatz befindet sich in der Ortsmitte

## Sehenswürdigkeiten

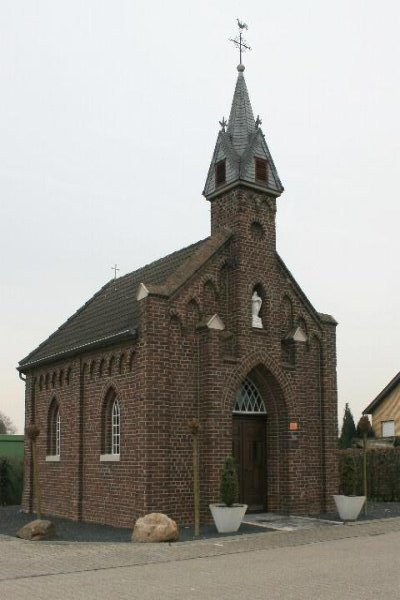
Kapelle

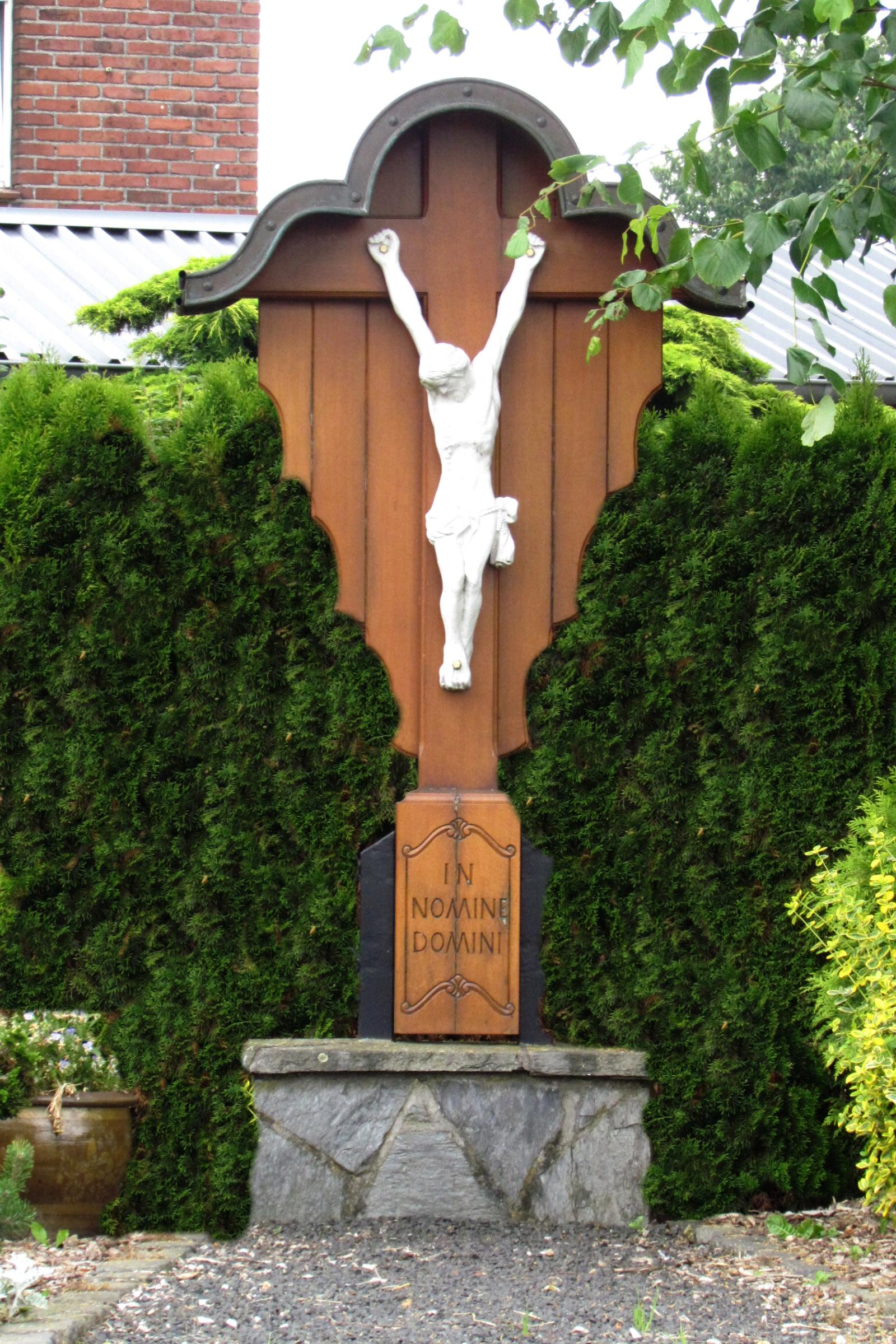
Wegekreuz

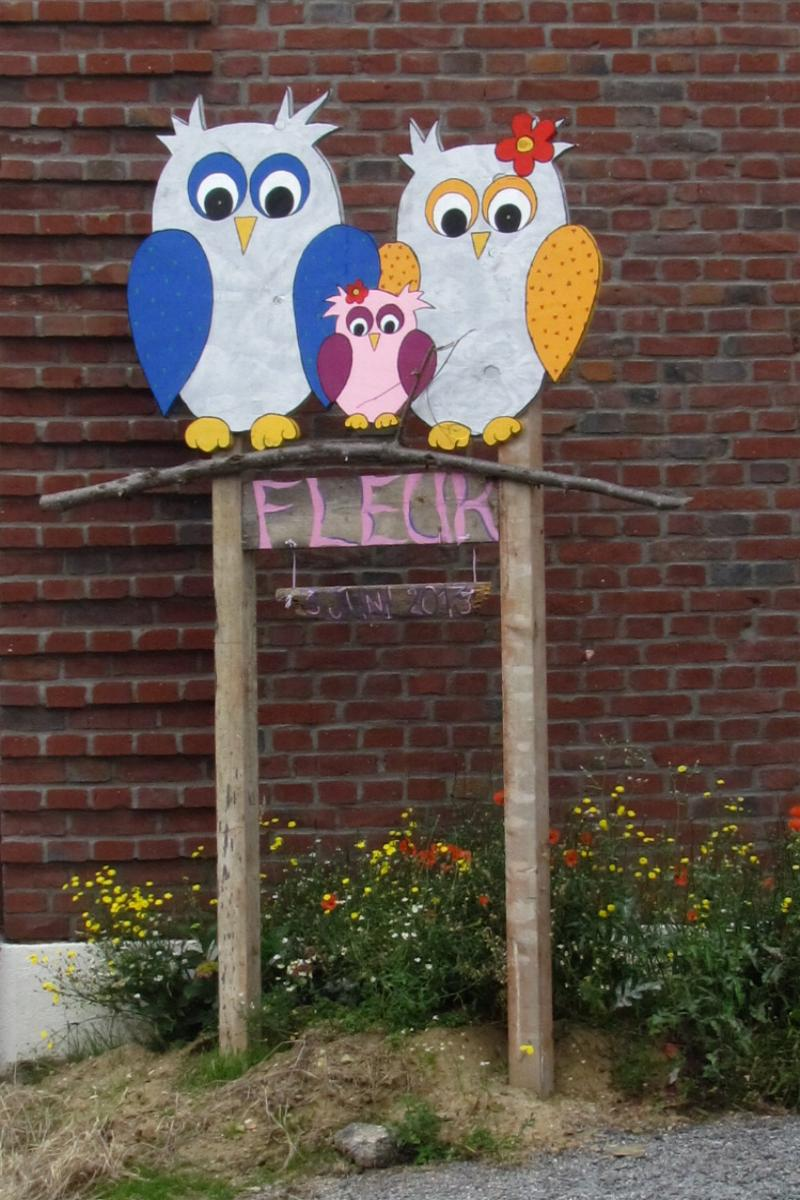
Hinweisschild

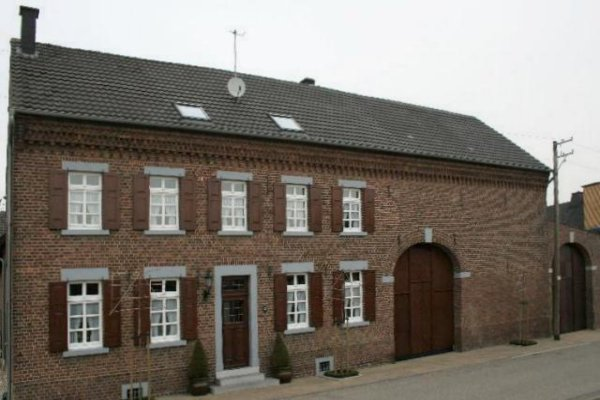
Denkmalgeschützte Hofanlage

- Marienkapelle an der Kapellenstraße, als Denkmal Nr. 42
- Hofanlage, Kapellenstraße 7, als Denkmal Nr. 44

## Vereine
- Freiwillige Feuerwehr Selfkant, Löscheinheit Höngen-Saeffelen
- St. Johannes Baptist Schützenbruderschaft Höngen
- Trommler-, Pfeifer- und Fanfarencorps Höngen e. V.
- Sozialverband VdK Deutschland – Ortsverband Selfkant betreut Großwehrhagen

## Regelmäßige Veranstaltungen
- Vogelschuss der Bruderschaft in Höngen
- Patronatsfest und Kirmes in Höngen

## Verkehr

### Autobahnanbindung
| BAB  | Streckenabschnitt        | Anschlussstelle | Entfernung |
| ---- | ------------------------ | --------------- | ---------- |
| A 46 | Heinsberg – Düsseldorf   | AS Heinsberg    | 15 km      |
| A 44 | Aachen – Mönchengladbach | AS Aldenhoven   | 30 km      |
| A 4  | Aachen – Köln            | AS Weisweiler   | 40 km      |

### Bahnanbindung
Ab Bahnhof Geilenkirchen (ca. 15 km Entfernung)
| Linie | Linienbezeichnung | Linienverlauf                              |
| ----- | ----------------- | ------------------------------------------ |
| RE 4  | Wupper-Express    | Aachen–Mönchengladbach–Düsseldorf–Dortmund |
| RB 33 | Rhein-Niers-Bahn  | Aachen–Mönchengladbach–Duisburg–Essen      |

### Busanbindung
Die AVV-Linien 437 und 438 der WestVerkehr verbinden Großwehrhagen an Schultagen mit Gangelt, Geilenkirchen und Höngen.
Zudem verkehrt der Multi-Bus seit dem 9. Juni 2024 kreisweit erweitert und zu einheitlichen Bedienzeiten. Mehr Informationen gibt es bei WestVerkehr.
| Linie | Verlauf |
| ----- | --- |
| 437   | Geilenkirchen Bf – Bauchem – Niederheid – Hatterath – Gillrath – Stahe – Niederbusch – Gangelt – Hastenrath – Kleinwehrhagen – Großwehrhagen – Höngen |
| 438   | Saeffelen – Kleinwehrhagen – Großwehrhagen – Höngen – Stein – Havert – Millen-Bruch – Isenbruch – Schalbruch                                          |

## Straßennamen
Kapellenstraße, Kreisstraße, Schützenpfad